# Cabaña Verónica
La Cabaña Verónica és un refugi de muntanya al municipi de Camaleño (Cantàbria, Espanya), a 2.325 m als vessants del cim Tesorero, al Massís Central dels Picos de Europa. Està obert entre Setmana Santa i el 12 d'octubre, té una capacitat per a sis places en lliteres i és propietat de la Federació Càntabra d'Esports de Muntanya i Escalada. Està dotat de vitualles, una cuina de gas, farmaciola, una llitera especial per a evacuació d'accidentats i d'una emissora de ràdio pertanyent a protecció civil. No existeix font d'aigua propera.
Aquest peculiar refugi-bivac, de tan sols 9 m², és molt conegut entre els muntanyes dels Picos de Europa en ser, fins al 2007, el refugi guardat existent a major altura de la península Ibèrica.
Va ser inaugurat el 13 d'agost de l'any 1961 i com a curiositat indicar que va ser construït utilitzant la cúpula metàl·lica procedent de la bateria antiaèria del portaavions nord-americà "Palau", que es trobava, en aquell moment, en desballestament. El seu nom prové del d'una de les filles de Conrado Sentíes, un dels promotors i artífexs d'aquest aixopluc.